# Gura Ici
Gura Ici és una petita illa deshabitada de 200 m² que forma part de les illes Moluques Septentrionals. Aquesta illa pertany a Indonèsia i està banyada pel el Mar de les Moluques. La major part de l'illa està plena de vegetació, platges de sorra blanca i aigua cristal·lina.